# Nîjnea Manuilivka, Kozelșciîna
Nîjnea Manuilivka (în ucraineană Нижня Мануйлівка) este un sat în comuna Verhnea Manuilivka din raionul Kozelșciîna, regiunea Poltava, Ucraina.

## Demografie
Componența lingvistică a localității Nîjnea Manuilivka
     Ucraineană (93,41%)
     Rusă (6,59%)
Conform recensământului din 2001, majoritatea populației localității Nîjnea Manuilivka era vorbitoare de ucraineană (93,41%), existând în minoritate și vorbitori de rusă (6,59%).